# Єлгава (аеродром)
Аеродром Єлгава (ICAO: EVEA) — цивільний аеродром, розташований на північній околиці міста Єлгави в Латвії. За радянським часом мав 2500-метрову злітно-посадкову смугу з твердим покриттям і служив військовою авіабазою, де в різні періоди базувалися різні типи військових літаків та вертольотів. Після виведення з Латвії російських військ у 1992 році використовується авіацією загального призначення.

## Історія
Будівництво аеродрому в Єлгаві розпочалося в 1937 році та завершилося в 1938. Спочатку він планувався як цивільний аеропорт, але після окупації Латвії Радянським Союзом у 1940 році на ньому було розміщено 241-й штурмовий полк, що налічував 27 винищувачів І-16.
У першій день Німецько-радянської війни 22 червня 1941 року аеродром зазнав бомбардування німецькою авіацією, внаслідок якої більшу частину літаків було знищено. 
Після закінчення війни в 1945 році відновилося використання аеродрому радянською військовою авіацією. У різний час на ньому базувалися винищувачі Як-7Б, Як-9, P-40, штурмовики Іл-10, бомбардувальники, винищувачі МіГ-15 та інші типи військових літаків.
У 1979 році на аеродромі було розміщено 285 окрему гелікоптерну ескадрилью радіоелектронної боротьби 15-ї повітряної армії, у складі якої було 19 гелікоптерів (Мі-8, Мі-8ППА, Мі-8СМВ, Мі-9). У 1987 році злітну смугу було подовжено з 2200 до 2500 метрів, а також було збудовано додаткові рульові доріжки. Завдяки бетонній смузі довжиною 2500 і шириною 45 метрів аеродром також міг використовуватись як запасний для авіабази в Тукумсі.
У другій половині вісімдесятих на прилегле до аеродрому зі східного боку поле з аеропорту Спілве перебазувався ризький аероклуб ДТСААФ СРСР, що виконував парашутні стрибки з літаків Ан-2 та польоти на планерах Let L-13 Blanik, для буксирування яких застосовувалися літаки PZL-104.
Після розпаду СРСР розпочався процес виведення з балтійських країн в Росію Північно-Західної групи військ. У 1992 році 285 гелікоптерну ескадрилью з Єлгави було виведено до села Лямбір під Саранськом у Мордовії. Пізніше її було розформовано. Після цього інфраструктура аеродрому використовувалася малою авіацією та Єлгавським парашутним клубом. Стрибки виконувалися з літаків Ан-28 та Ан-2. Після смерті власника в 2010 році клуб закрився. У тому ж році почався демонтаж бетонних плит, внаслідок якого довжина злітної смуги скоротилася до 800 метрів, а ширина — до 20. Було також ліквідовано більшість рульових доріжок та літакових стоянок.

## Сучасний стан
Станом на 2022 рік, аеродром Єлгава неконтрольований і не має сертифікату Агентства цивільної авіації Латвії. Для отримання дозволу на зліт необхідно запитувати дозвіл у командно-диспетчерського пункту аеропорту Рига. Якість злітно-посадкової смуги незадовільна через багаторічну відсутність ремонту. Залишилася лише одна рульова доріжка та кілька стоянок, зайнятих мотопланерами. Більша частина території заросла лісом. З будівель колишньої військової частини використовується лише будинок штабу, в якому знаходиться сторожка. Решту будинків закинуто або вже остаточно зруйновано від часу. Частина території використовується для ігор у страйкбол та катання на квадроциклах.

## Авіаційні пригоди
У травні 1990 року літак Ан-2Т з бортовим номером 20 (жовтий), який належав аероклубу ДТСААФ з Накотне, здійснив жорстку посадку в умовах поганої видимості. Пілот та пасажир не постраждали, проте літак було списано через значні пошкодження.

## Галерея

Фотографії аеродрому Єлгава в різні роки
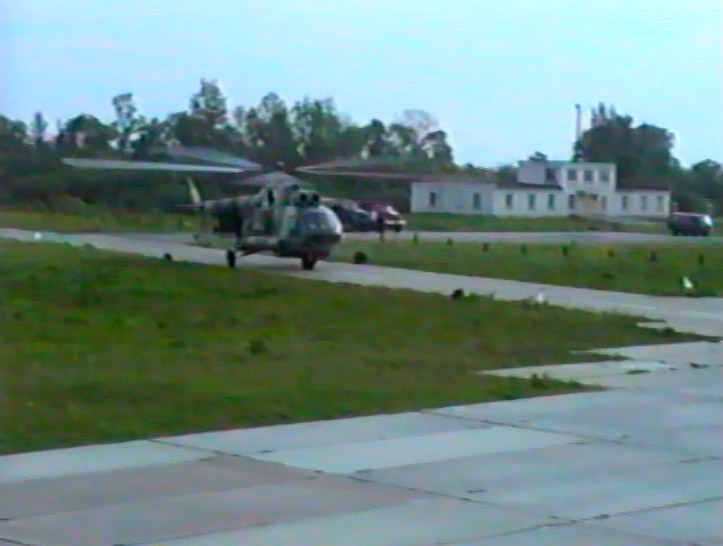
Гелікоптер РЕБ Мі-8ППА на тлі штабу, 1990
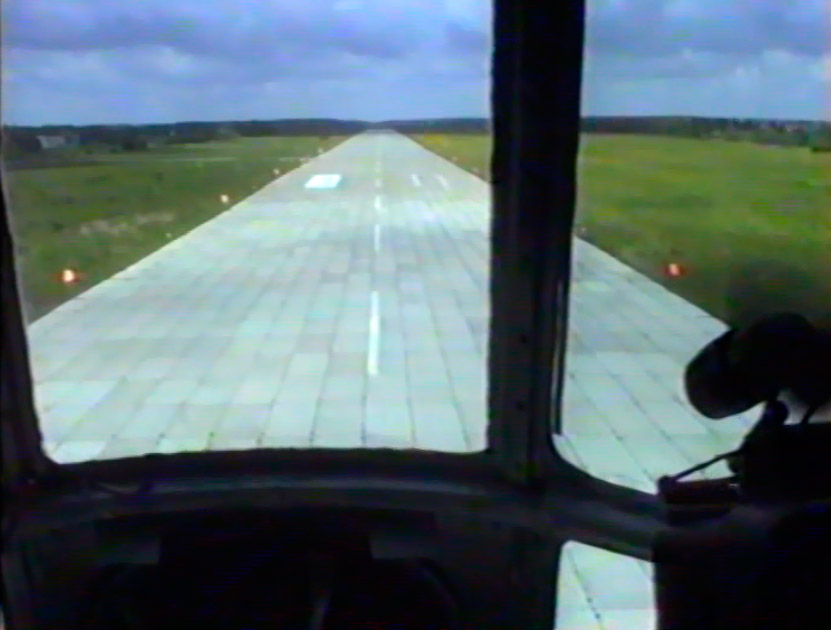
ЗПС аеродрому Єлгава з кабіни гелікоптера в 1990 році.
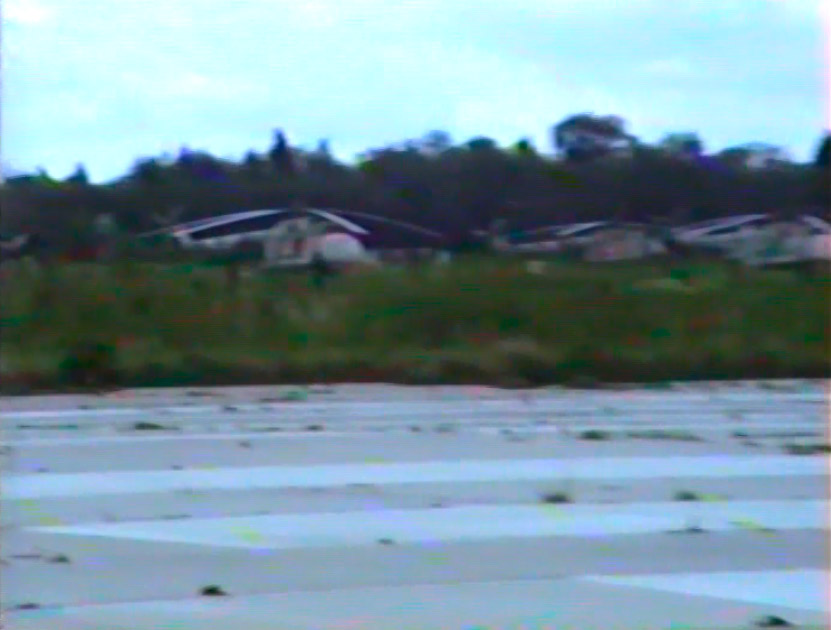
Радянські гелікоптери, 1990
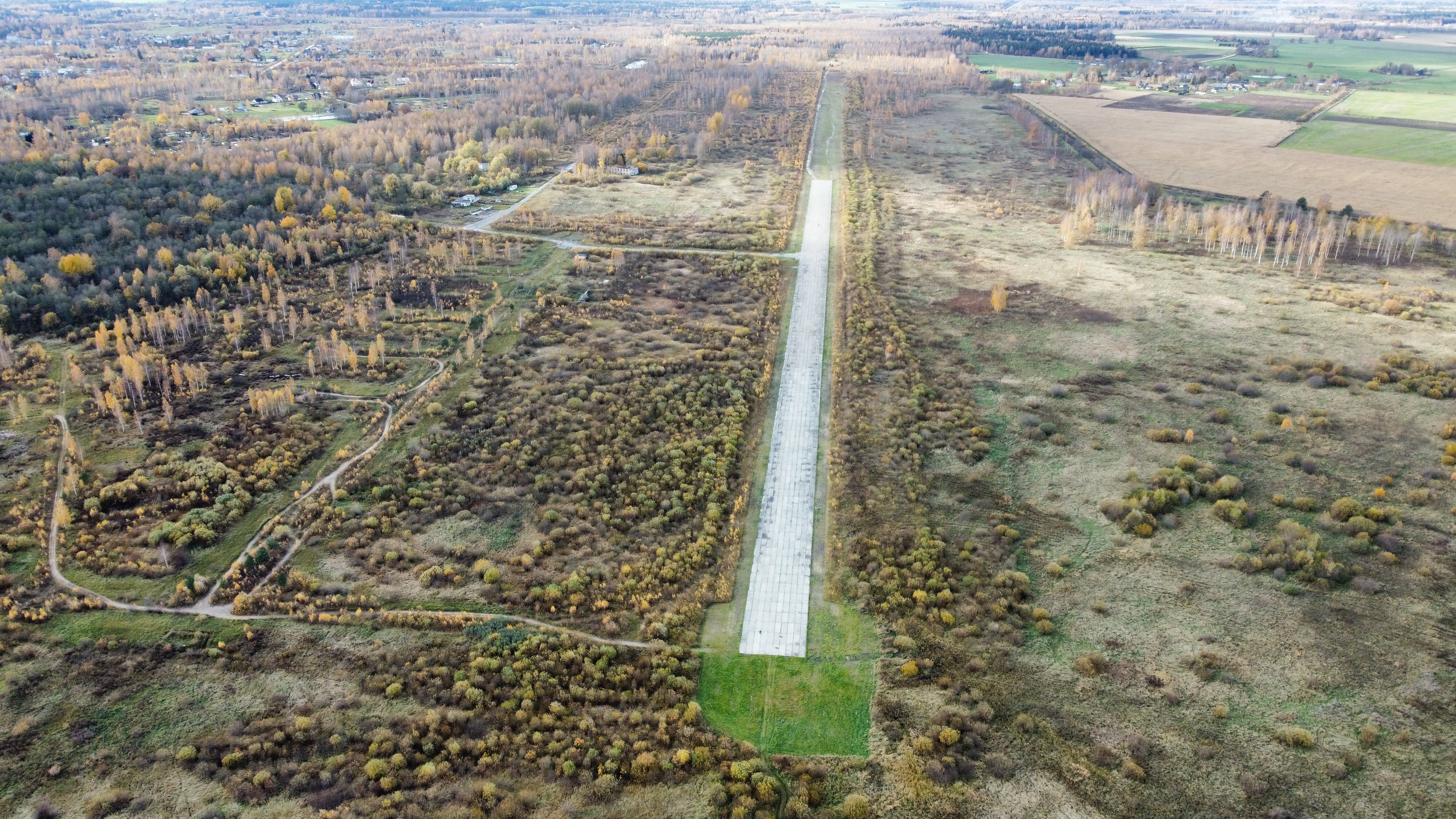
Панорамна світлина, 2021
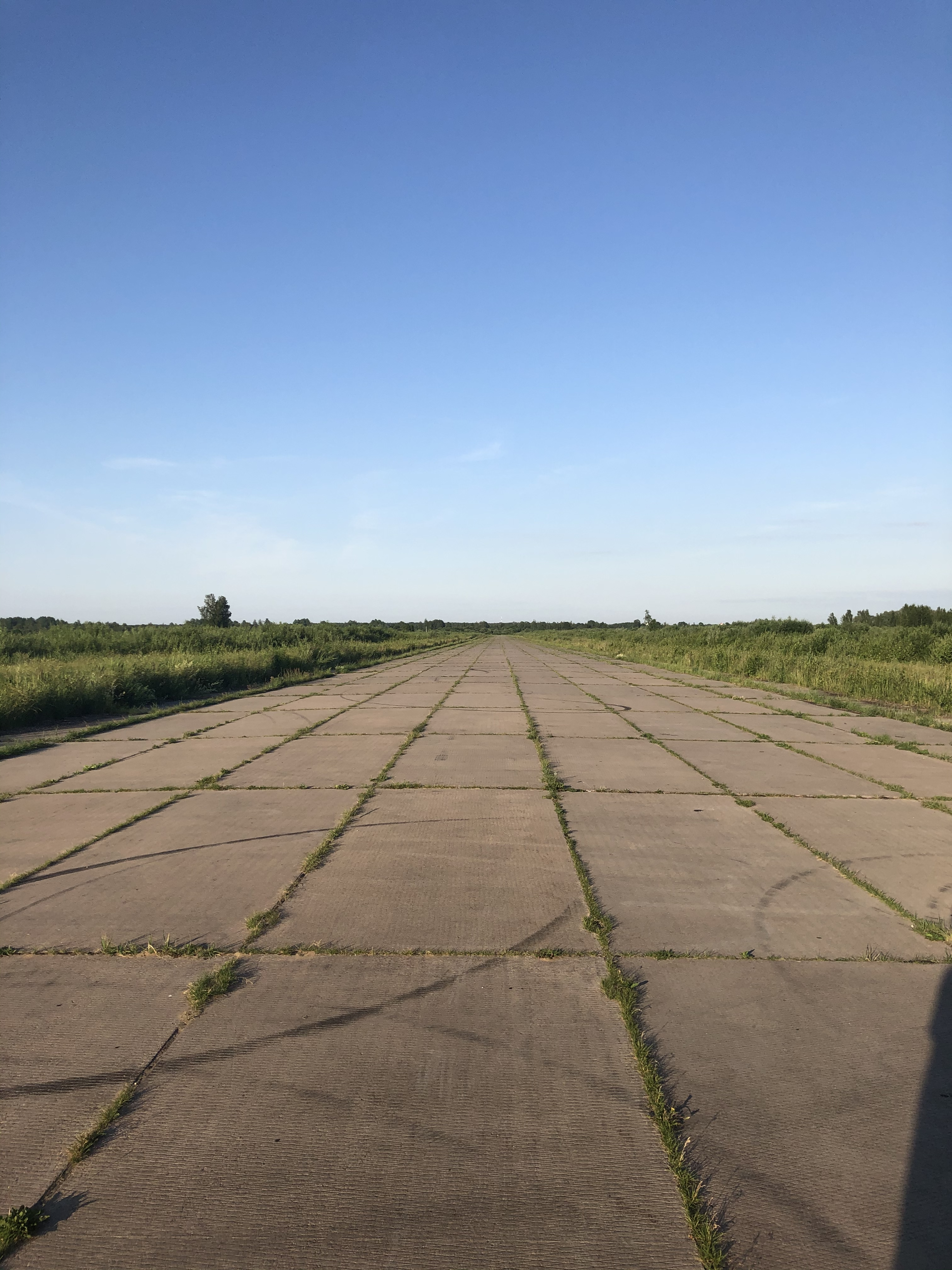
ЗПС аеродрому, 2020
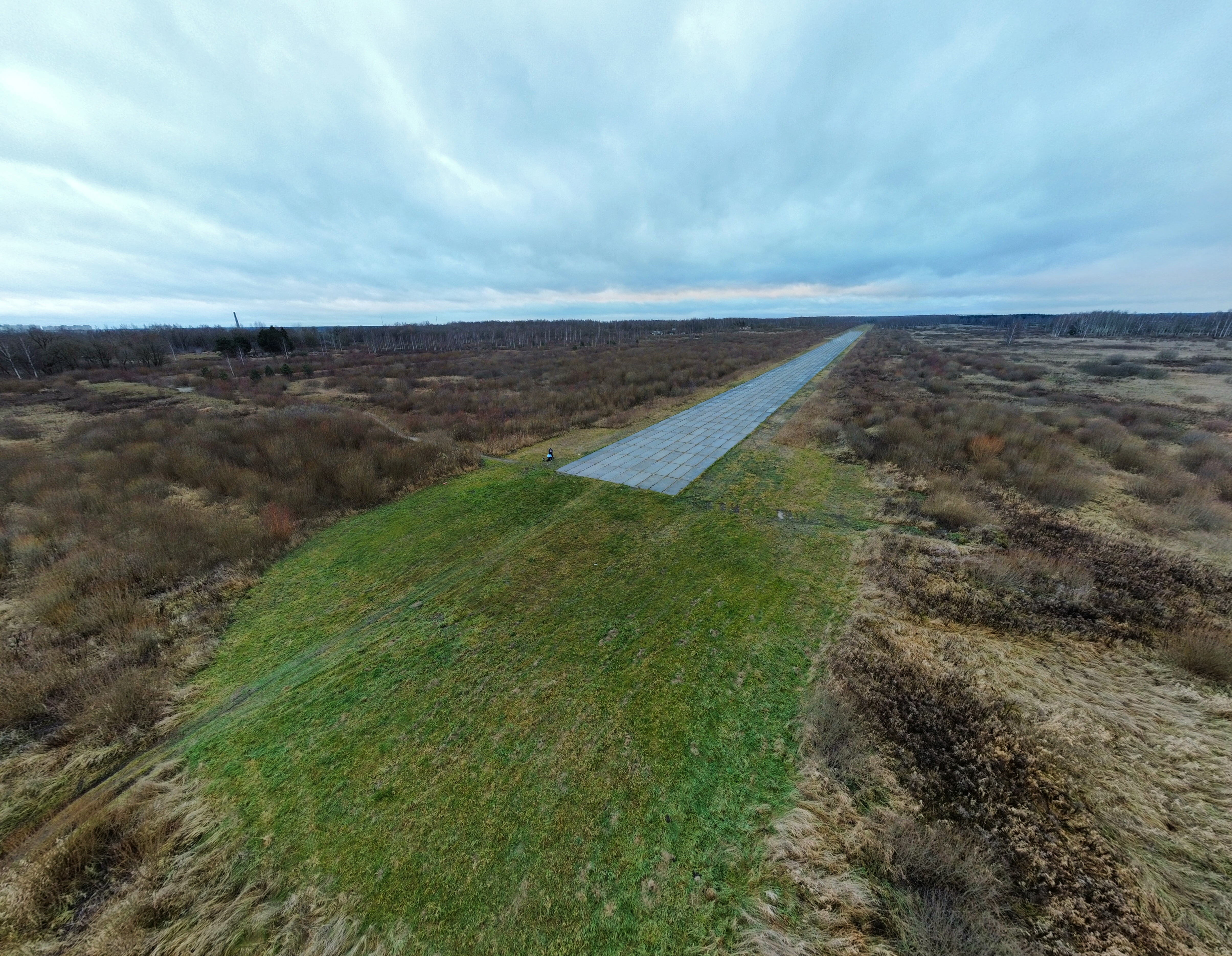
Східний торець ЗПС, 2021